# Shabban Shahab-ud-Din
Shabban Shahab-ud-Din   (8 de novembre de 1909 - 6 de gener de 1983) fou un jugador d'hoquei sobre herba indi que va competir durant la dècada de 1930.
El 1936 va prendre part en els Jocs Olímpics d'Estiu de Berlín, on guanyà la medalla d'or en la competició d'hoquei sobre herba.